# Soda Luv
Владисла́в Русла́нович Терентю́к (род. 28 июля 1997, Ухта, Республика Коми), более известный как Soda Luv, — российский хип-хоп исполнитель, автор песен и рэпер. Широкую известность приобрёл в 2021 году после выпуска нескольких популярных треков, попавших в чарты стриминговых сервисов в России и Украине.

## Биография

### Ранние годы
Владислав Терентюк родился 28 июля 1997 года в Ухте, Республика Коми. В раннем детстве из-за развода родителей, он с братом и матерью переехал — и провел свое детство в Вологде. Пытался поступить в музыкальную школу, но его не приняли из-за возраста, поэтому он учился в художественной школе, из которой его впоследствии исключили. В семье получал строгое воспитание, которое отложилось на его коммуникабельности в подростковые годы — он почти не имел друзей.
В раннем подростковом возрасте Владислав начал писать стихи и сочинять музыку, повторяя на синтезаторе мелодии из аниме. В эти годы начал увлекаться дэткором, альтернативой, а также рэпом. По его собственным словам, в музыкальном плане на его творчество оказали влияние «Многоточие», АК-47, Эминем и 50 Cent.
После школы Владислав переехал в Санкт-Петербург, где начал продавать наркотики, а также подрабатывал посудомойщиком и продавцом одежды. В 2017—2019 годах работал вебкам-моделью.

### Музыкальная карьера
Заниматься музыкой профессионально рэпер стал после того, как записал трек с извинениями для своего друга, которого поймала полиция за кражу алкоголя в магазине, хотя друг не хотел этого делать изначально. После возросшего успеха записал первый альбом, который удостоился похвалы от известных российских рэп-исполнителей.
В июне 2021 года 5 треков, записанных при участии Soda Luv, попали в российский и украинский чарты Spotify как самые прослушиваемые за неделю. В журнале GQ Soda Luv был номинирован на награду «Men of the Year 2021» в категории «Открытие года» с формулировкой «За топовый альбом Viva la Vida».
В марте 2023 года артисты лейбла CPLUS — Soda Luv, Blago White, Bushido Zho и художник Q.JAY — запустили в Дзене три собственных шоу: «Психология улиц», «Поймать Дзен» и «Материальные ценности». В них рэперы обсуждают вместе с психологом детство и взаимоотношения с людьми, отвечают на комментарии хейтеров и рассказывают о дорогих им вещах.

### Секс-скандал
В 2021 году в интервью Эльдару Джарахову рэпер признался, что всегда снимает на видео девушек, с которыми вступает в сексуальные связи, чтобы иметь рычаг давления на тот случай, если они сами решат его шантажировать. После выхода интервью пользователи социальных сетей стали призывать к «отмене» Soda Luv и высказывали недовольство его поведением. Телеведущая Ксения Собчак опубликовала в своем телеграм-канале пост, в котором выразила возмущение этой ситуацией и заявила, что это подпадает под действие уголовного кодекса сразу по нескольким статьям: «Во-первых, это нарушение неприкосновенности частной жизни (как минимум), во-вторых, это незаконное изготовление, распространение порнографических материалов. Уверена, может вспомниться и ещё какой-то пункт в законодательстве». После разразившегося скандала исполнитель опубликовал пост, в котором признал свою вину, а также попросил прощения у тех, кого обидел, и заявил, что удалил все подобные видеоролики.

## Дискография

### Студийные альбомы
| Год  | Название              | Примечания                              |
| ---- | --------------------- | --------------------------------------- |
| 2016 | «Re:Flexxxia»         | альбом не выпущен на цифровых площадках |
| 2017 | «Ой, прости, не тебе» | альбом не выпущен на цифровых площадках |
| 2017 | «Как? Так!»           | альбом не выпущен на цифровых площадках |
| 2019 | «Ничего личного»      | —                                       |
| 2020 | «Viva La Vida»        | —                                       |
| 2021 | «Roomination»         | —                                       |
| 2022 | «Native Strangers»    | —                                       |
| 2022 | «Ничего личного 2»    | —                                       |
| 2023 | «S.P.A»               | —                                       |
| 2024 | «Soda luv»            | —                                       |
| 2025 | «IDIOCRACY»           | —                                       |

### Мини-альбомы
| Год  | Название                          |
| ---- | --------------------------------- |
| 2018 | «Превосходный синий»              |
| 2019 | «Тупо мясо» (совм. со StereoRYZE) |
| 2021 | «Коть! Коть!»                     |

### Синглы

#### В качестве ведущего исполнителя
| Год  | Название                                                                           |
| ---- | ---------------------------------------------------------------------------------- |
| 2019 | «Супа дупа скэнк»                                                                  |
| 2019 | «Содадайлув»                                                                       |
| 2019 | «Ду ю ду»                                                                          |
| 2019 | «Данко»                                                                            |
| 2019 | «Блэсс гад»                                                                        |
| 2019 | «Галоперидол»                                                                      |
| 2019 | «Содадайлув»                                                                       |
| 2020 | «Ognocap»                                                                          |
| 2020 | «Рататуй» (совместно с Seemee)                                                     |
| 2020 | «Дрипики» (совместно с Mayot)                                                      |
| 2020 | «Запятые» (совместно с FrozenGangBeatz и Rvmzes)                                   |
| 2020 | «Хотбокс»                                                                          |
| 2020 | «Бищ! Где трэп?!»                                                                  |
| 2021 | «КаZантип» (при участии Blago White)                                               |
| 2021 | «Казантип (Remix)» (при участии Sqwoz Bab)                                         |
| 2021 | «Трап дом» (совместно с Thrill Pill)                                               |
| 2021 | «Cristal & Моёт (Remix)» (совместно с Моргенштерном, Blago White, OG Buda и Mayot) |
| 2021 | «Голодный пес (Remix)» (совместно с Seemee и Kashin)                               |
| 2021 | «Чатик»                                                                            |
| 2021 | «Прости»                                                                           |
| 2021 | «Дым»                                                                              |
| 2021 | «Кто сказал?» (совместно с Rakhim и Slava Marlow)                                  |
| 2022 | «Жорики»                                                                           |
| 2022 | «Badass» (совместно с Yanix)                                                       |
| 2022 | «Maybach»                                                                          |
| 2022 | «DTF»                                                                              |
| 2023 | «Перестал»                                                                         |
| 2023 | «2019 МИНУС 3Б4Л0» (совместно с OSA)                                               |
| 2023 | «Слёзы» (совместно с Kinderlil)                                                    |
| 2023 | «Vigilante»                                                                        |
| 2024 | «Далеко»                                                                           |
| 2024 | «Клиффхэнгер» (совместно с Бастой)                                                 |
| 2024 | «Тест» (совместно с G4OUR)                                                         |
| 2024 | «Обезоружен» (совместно с Jahkarta)                                                |
| 2024 | «Жёлтое такси» (совместно с Qontrast)                                              |
| 2025 | Flatout                                                                            |
| 2025 | Не смотри                                                                          |
| 2025 | СВАГА (совместно с HELLOVERCAVI)                                                   |
| 2025 | Москва - Владивосток (совместно с Heronwater)                                      |
| 2025 | Горячие трусы (совместно с Wipo)                                                   |

### В качестве приглашённого исполнителя
| Год  | Исполнитель                    | Альбом             | Песня                 |
| ---- | ------------------------------ | ------------------ | --------------------- |
| 2019 | Sawyer Ford                    | Внеальбомный сингл | «BAD!»                |
| 2019 | Nahal                          | Внеальбомный сингл | «Верхом»              |
| 2019 | Куок и Why Berry               | Decadance 3        | «Будка»               |
| 2020 | Seemee                         | TXC                | «Голодный пёс»        |
| 2020 | Loco Og Rocka                  | Touchdown, Vol. 2  | «Cod»                 |
| 2020 | Thrill Pilll                   | Birthday Mix 2020  | «M&M’s»               |
| 2021 | Lovv66                         | Puzzles            | «На моих пальцах»     |
| 2021 | OG Buda и Егор Крид            | FREERIO            | «Сайфер»              |
| 2021 | OG Buda                        | FREERIO            | «Бонус трек (Гряссь)» |
| 2021 | Егор Крид                      | Pussy Boy          | «Грустно»             |
| 2021 | Bushido Zho                    | No Bang! Hold On!  | «Не пара»             |
| 2022 | Pizdetboy и DaddyFour          | Внеальбомный сингл | «Dummy»               |
| 2022 | OG Buda                        | FREERIO 2          | «Спали»               |
| 2022 | Клава Кока                     | Внеальбомный сингл | «Думал»               |
| 2022 | Pinq                           | K.O.               | «Ночь»                |
| 2022 | Thomas Mraz                    | Алукард            | «Мув»                 |
| 2023 | YUNGWAY                        | Excalibur          | «Нет дела»            |
| 2023 | nkeeei, uniqe, ARTEM SHILOVETS | 2007 ч. 1          | «Лайки»               |
| 2023 | TonySouljah                    | SOULTAPE           | «На минуту»           |
| 2023 | Серёжа Аверин                  | Внеальбомный сингл | «Спи»                 |
| 2024 | G4OUR                          | WELCOME2REAP       | «Тест»                |
| 2024 | Сироткин                       | Внеальбомный сингл | В первый раз          |
| 2025 | Felix Kotlo                    | REAL NEW JAZZ      | Каждай, кто не верил  |
| 2025 | J.ROUH                         | SECOND RULE        | ШИРЕ ШАГ              |